# Comuna Samhorodok, Kozeatîn
Samhorodok (în ucraineană Самгородок) este o comună în raionul Kozeatîn, regiunea Vinnița, Ucraina, formată din satele Korîtuvata, Krasne, Lozivka și Samhorodok (reședința).

## Demografie
Componența lingvistică a satului Samhorodok
     Ucraineană (98,69%)
     Rusă (1,05%)
     Alte limbi (0,04%)
Conform recensământului din 2001, majoritatea populației satului Samhorodok era vorbitoare de ucraineană (98,69%), existând în minoritate și vorbitori de rusă (1,05%).